# Jos Welter
Joseph (Jos) Welter (Rédange, 29 juli 1924) is een Luxemburgs keramist.

## Leven en werk
Jos of Josy Welter was als kunstenaar autodidact. In 1946 trouwde hij met Fernande Klein. Ze maakten beiden keramisch werk. Ze exposeerden onder meer bij galerie Wierschen in Luxemburg-Stad (1966), in de gemeentelijke galerie van Esch-sur-Alzette (1968, 1972, 1978) op de internationale beurs van Brussel (1970), de Exposition Culturelle Luxembourgeoise in Aarlen (1972) en in de jaren 1970 bij de Quinzaine de la Poterie et de la Céramique in Nospelt. In 1974 ontvingen zij uit handen van prinses Marie Astrid van Luxemburg de Prix Grand-Duc Adolphe.
Welter was lid en van 1985 tot 1999 secretaris van de kunstenaarsvereniging Cercle Artistique de Luxembourg. Ter gelegenheid van het 100-jarig bestaan van de vereniging verscheen in 1993 het tweedelig werk Rétrospective : Cent ans d'art luxembourgeois 1893-1993, waarvoor Welter de redactie verzorgde.
- Musée national d'archéologie, d'histoire et d'art: lkl004189